# Plaçage

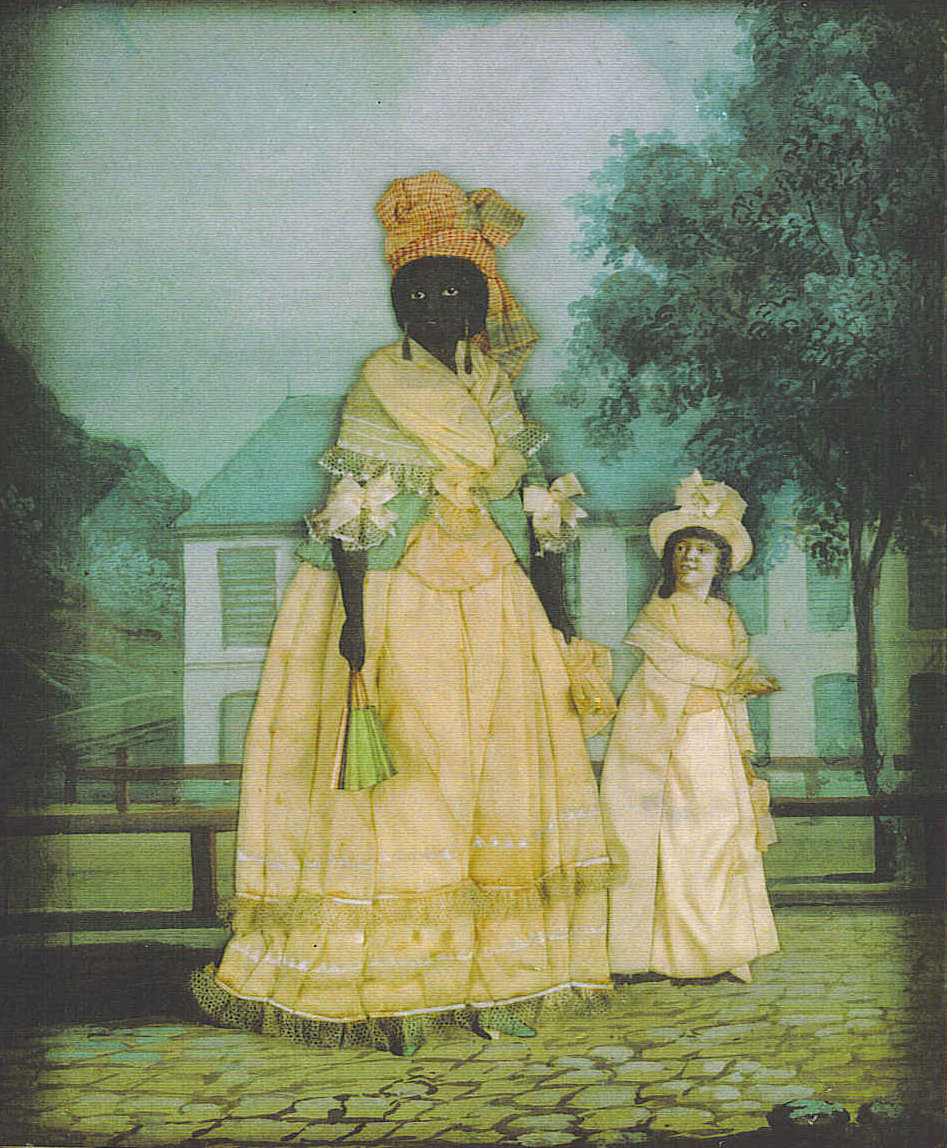
Fri färgad kvinna med kvarterondotter i New Orleans i slutet av 1700-talet.

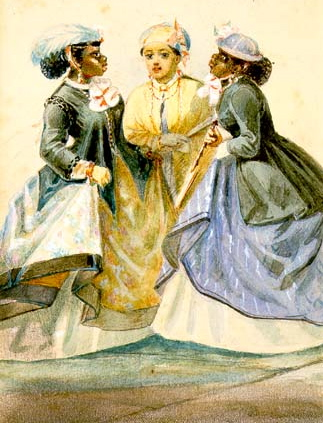
Tre dyrbart klädda, färgade kvinnor på promenad i New Orleans, teckning av Edouard Marquis, 1867.

Plaçage (franska, placer: placera sig med), var ett erkänt historiskt system för samlevnad mellan vita män och fria färgade kvinnor i spanska och franska kolonier i Amerika samt i USA före slaveriets avskaffande. Kvinnorna var kända under namnet placées, och samlevnaden accepterades som en form av äktenskap bland övriga färgade. Sedvänjan var öppet accepterad och institutionaliserad. 

## Historia
Plaçage härstammade ur det faktum att det initialt fanns få vita kvinnor närvarande i kolonierna, men att vita män inte kunde gifta sig med färgade kvinnor eller slavar.  En fri färgad kvinna hade samtidigt svårt att försörja sig själv.  Det förekom att en vit man arrangerade ett placage för en dotter han fått med en slav och sedan frigett, för att se till att hon blev försörjd, på samma sätt som han arrangerade ett lagligt äktenskap för sin vita dotter.  Den fria färgade klass som uppkom ur dessa förbindelser utgjorde en särskild kategori och blev känd som gens de couleur libres.
Längre fram arrangerades baler, där förmögna vita män presenterades för färgade fria flickor.  Sådana baler förekom redan på Saint Domingue. I New Orleans blev dessa berömda som de så kallade 'Qarteroon Balls' eller kvarteronbalerna, och hölls från 1805 och framåt.
När två parter hade kommit överens, arrangerades ett placage ungefär som ett frieri.  Villkoren upprättades som regel via kontrakt, där kvinnan och hennes barn försäkrades egendom och underhåll vid mannens död eller när placageförhållandet avslutades.  De flickor som sedan presenterades på dessa baler var sedan ofta själva döttrar från ett placageförhållande.  Dessa fria färgade bildade en egen klass, och uppnådde ofta både förmögenhet och bildning.  Ett placage hade bland denna klass samma status som ett äktenskap.  Ett placage avslutades ofta när den vite mannen hade ingått ett lagligt äktenskap, men det förekom också att det fortsatte, och att mannen ifråga hade två familjer, en offentlig och en inofficiell. 
Plaçage var vanligt i nuvarande Haiti, då franska kolonin Saint-Domingue i Västindien.  I USA förekom denna sed främst i New Orleans delstaten Louisiana, där plantageägarna var förmögna nog att kunna finansiera det, men det förekom också i övriga städer längs USA:s sydkust, som i Florida.  Plaçage associeras sedan länge starkt med den kosmopolitiska kulturen i New Orleans.

## Kända exempel
- Eulalie de Mandéville
- Rosette Rochon
- Julie Dahey